# Aléxandros Schinás
Aléxandros Schinás (en griego: Αλέξανδρος Σχινάς; Volos, 1870 – Tesalónica, 6 de mayo de 1913) fue un anarquista griego que asesinó al rey Jorge I de Grecia en 1913.

## Biografía

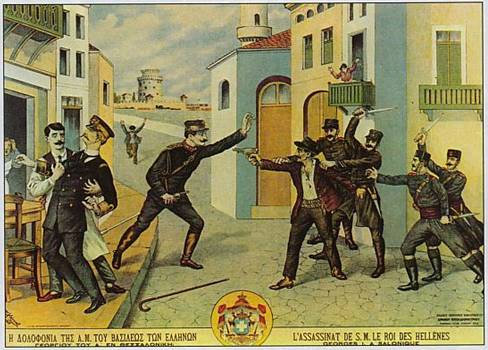
Representación del regicidio cometido por Schinás.

Schinás había trabajado en la despensa de un hotel de la Quinta Avenida de Nueva York (que cerraría en 1908), y un camarero lo recordaba como un ávido lector de literatura socialista que pasaba las noches en Manhattan entablando amistades con personas de ideas radicales. Schinás se oponía a los gobiernos y especialmente a la aristocracia y la monarquía.
Fundó una escuela anarquista en su ciudad natal que el gobierno griego cerró por difundir ideas antigubernamentales. Dos de los dirigentes de la escuela fueron encarcelados, pero Schinás consiguió escapar. Las autoridades se incautaron de numerosos libros y panfletos publicados por la escuela en los que constataron que contenían doctrinas anarquistas y denunciaban al rey.
El 18 de marzo de 1913, hacia las cinco y cuarto de la tarde, Schinás, de unos 40 años, disparó contra la espalda del rey Jorge I, que estaba paseando por Tesalónica en las proximidades de la Torre Blanca, y se encontraba en ese momento a dos pasos de él. La bala penetró por debajo del omóplato del rey, le atravesó el estómago y los pulmones y salió por su estómago. Para cuando el rey llegó al hospital, ya estaba muerto.
Schinás fue detenido inmediatamente. Al principio, se negó a explicar su motivación, pero, cuando un agente le preguntó si no tenía «compasión» por su país, respondió que estaba en contra de los gobiernos. Como Schinás mantuvo la calma durante todo el proceso, se pensó que no era «responsable de sus actos». Posteriormente, Schinás declaró que mató al rey porque se había negado a darle el dinero que le pidió. El gobierno griego publicó declaraciones que aseguraban que Schinás era un vagabundo alcohólico.
A lo largo de aquella noche, Schinás fue torturado y «forzado a someterse a exámenes», pero se negó a dar el nombre de ningún cómplice. El 6 de mayo, murió supuestamente al saltar por la ventana de la comisaría de Tesalónica. La caída fue calificada de suicidio, aunque pudo haberse tratado de una defenestración por parte de la policía.

## Explicación del regicidio
Circularon varias teorías sobre las motivaciones de Schinás, como que sus acciones estaban dirigidas por Bulgaria, que quería vengarse de sus pérdidas territoriales; Austria-Hungría, por razones políticas; o Alemania, por razones dinásticas; pero ninguna de estas suposiciones ha sido demostrada.